# Przestrzeń parazwarta
Przestrzeń parazwarta – przestrzeń Hausdorffa o tej własności, że w każde jej pokrycie otwarte można wpisać pokrycie lokalnie skończone (tzn. takie, że dla każdego punktu {\displaystyle x} przestrzeni {\displaystyle X} istnieje takie otoczenie otwarte {\displaystyle U_{x},} że {\displaystyle U_{x}} ma niepusty przekrój ze skończoną liczbą elementów tego pokrycia). Słowa „wpisać” w definicji nie można zastąpić słowem „wybrać”. Niektórzy autorzy (na przykład Kenneth Kunen) pomijają założenie bycia przestrzenią Hausdorffa w definicji parazwartości. Pojęcie przestrzeni parazwartej zostało po raz pierwszy wprowadzone przez Jeana Dieudonné w 1944 roku.

## Przykłady
Przykłady przestrzeni parazwartych:
- przestrzenie zwarte Hausdorffa
- przestrzenie metryzowalne
- regularne przestrzenie Lindelöfa (w niektórych źródłach pomijane jest słowo regularne); na przykład, prosta Sorgenfreya.
- Jeżeli {\displaystyle (X_{n})_{n\in \mathbb {N} }} jest ciągiem przestrzeni topologicznych takim, że dla każdej liczby naturalnej {\displaystyle n} przestrzeń {\displaystyle \prod _{k=1}^{n}X_{k}} jest parazwarta, to przestrzeń {\displaystyle \prod _{n=1}^{\infty }X_{n}} jest parazwarta.

## Własności
- Każda przestrzeń parazwarta jest normalna[1] i kolektywnie normalna.
- Domknięta podprzestrzeń przestrzeni parazwartej jest parazwarta.
- Przestrzeń topologiczna jest metryzowalna wtedy i tylko wtedy, gdy jest parazwarta i lokalnie metryzowalna.
- Twierdzenie Michaela: Parazwartość jest niezmiennikiem przekształceń domkniętych.
- Parazwartość jest niezmiennikiem przekształceń doskonałych.
- Przestrzeń topologiczna {\displaystyle X} jest parazwarta wtedy i tylko wtedy, gdy dla każdej przestrzeni zwartej {\displaystyle Y} iloczyn kartezjański {\displaystyle X\times Y} jest przestrzenią normalną.

## Uogólnienia
Także pojęcie parazwartości doczekało się dalszych uogólnień. W literaturze wyróżnia się co najmniej kilkanaście typów przestrzeni topologicznych rozszerzających pojęcie przestrzeni parazwartej. Dla przykładu:
Przestrzeń topologiczną nazywamy:
- przeliczalnie parazwartą, jeśli w każde jej przeliczalne pokrycie otwarte można wpisać pokrycie lokalnie skończone.
- {\displaystyle \kappa }-parazwartą, jeśli w każde jej pokrycie otwarte mocy {\displaystyle \leqslant \kappa } można wpisać podpokrycie lokalnie skończone, gdzie {\displaystyle \kappa } jest pewną nieskończoną liczbą kardynalną.
- subparazwartą, jeśli w każde jej pokrycie otwarte można wpisać pokrycie σ-lokalnie skończone.

Także w przypadku tych rodzajów przestrzeni pozostaje w mocy uwaga przy definicji przestrzeni parazwartej, dotycząca założenia hausdorffowości przestrzeni.